# Pasión y poder (série télévisée, 1988)
Pasión y poder est une telenovela mexicaine diffusée en 1988 sur Canal de las Estrellas.

## Acteurs et personnages
- Diana Bracho : Ana Laura Montesinos de Gómez Luna
- Enrique Rocha : Eladio Gómez Luna
- Claudia Islas : Nina Guerra de Montenegro
- Carlos Bracho : Arturo Montenegro Lombardo
- Lola Merino : Ana Karen Montenegro Guerra
- Alejandro Landero : Federico Gómez Luna Montesinos
- Constantino Costas : Rogelio Montenegro Guerra
- Miguel Pizarro : Pedro Montenegro Montiel
- Paulina Rubio : Paulina Montenegro Andere
- Mariagna Prats : Alicia
- Delia Casanova : Dolores
- Martín Barraza : Ariel
- Antonio Brillas : José
- Ada Croner : Simona
- Pilar Escalante : Raquel
- Juan Carlos Muñoz : Jaime Guarnerius
- César Castro : Leonardo
- Yolanda Mérida : Rosario
- Gerardo Acuña : Gabriel
- Ivette Proal : Marina Covarruvias
- Gustavo Navarro : Carlos
- Patricia Lukin : Vanessa
- Xavier Ximénez : Anselmo
- Letizia Lukin : Petra
- Arturo Muñoz : Teniente Morales
- Mauricio Armando : Juanito
- Arturo Benavides : Narrator
- Germán Bernal
- Olivia Cairo
- Aída Naredo
- Edu Nutkiewicz

## Diffusion
- Canal de las Estrellas (1988)
- TVN (1990)
- SBT

## Autres versions
- Mundo de fieras (2006)
- Pasión y poder (2015)